# Pau de la Lafàbrega i Pallarès
Pau de la Lafàbrega i Pallarès (Perpinyà, 1913 - Perpinyà, 2002) va ser un erudit i historiador nord-català.
Es formà a Tolosa i a les facultats de lletres de París i de Madrid. Des de l'any 1945 treballa a París. Fou un gran defensor de la catalanitat al Rosselló, és autor de diversos estudis sobre qüestions relacionades amb el període de sobirania catalana als comtats en els quals dona una visió de la història des d'una perspectiva catalana. Autor de diversos treballs sobre la història de Catalunya, entre els quals destaquen: “L'expédition des Catalans en Orient. De la chronique au roman de chevalerie”, SASL (1951); “Catalanitat del Rosselló”, Presència catalana (1953); “L'affaire de l'échange des Pays-Bas catholiques”, SASL (1954); “L'offre de rétrocession du Roussillon à l'Espagne, 1668-1677”, SASL (1955), publicat en versió catalana el 1962, L'oferiment de retrocessió del Rosselló a Espanya. Durant molt de temps fou el dipositari del dietari de Jeroni Cros, fins que aquest acabà sent dipositat a l'Arxiu Departamental dels Pirineus Orientals de Perpinyà.